# Vingt Regards sur l'Enfant-Jésus

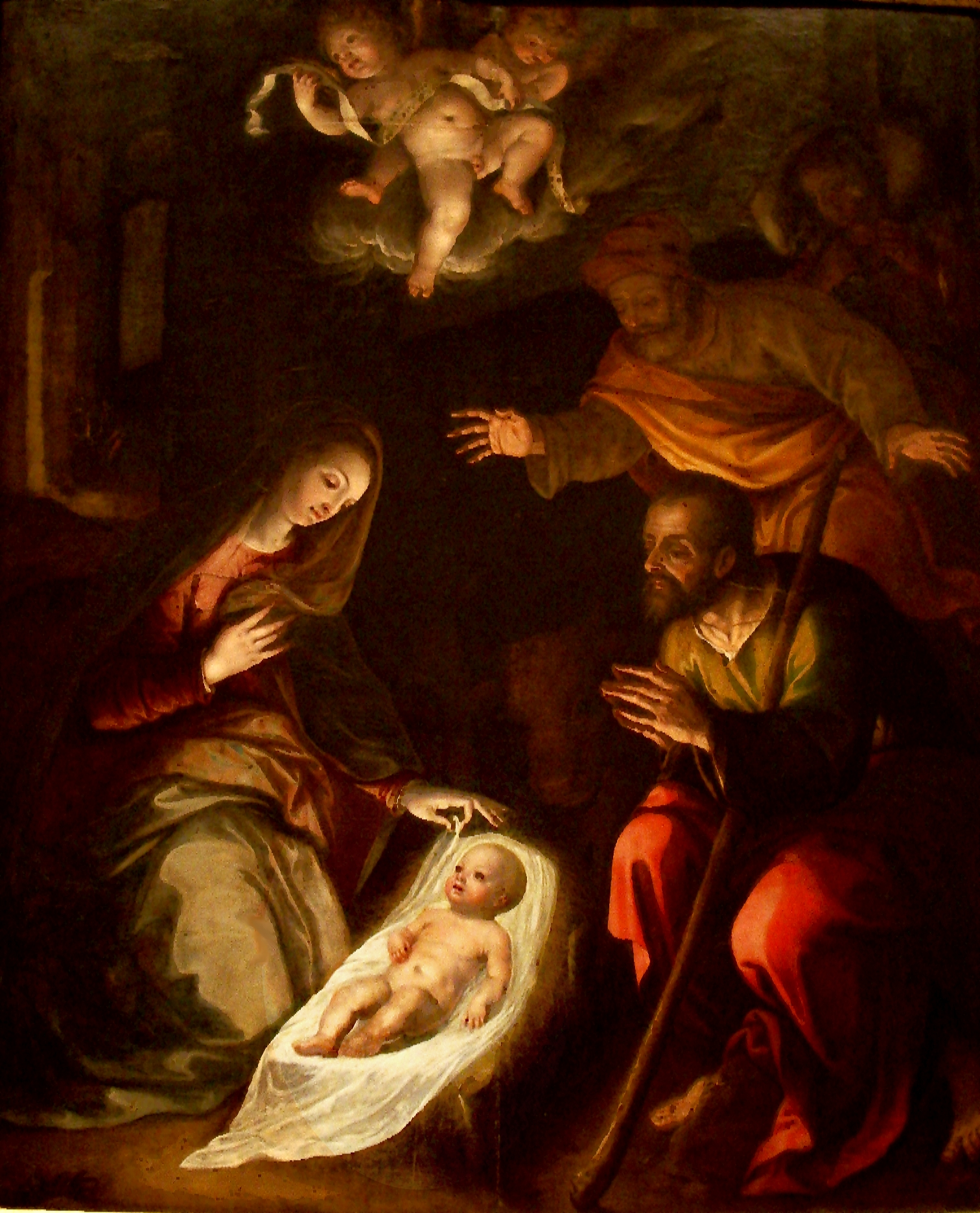
Epifanía (Roland de Mois), Musée de Saragosse, 1589

Vingt Regards sur l’Enfant-Jésus est une œuvre pour piano composée par le compositeur français Olivier Messiaen en 1944. Il s'agit certainement de l'une des pièces pour piano seul les plus célèbres du répertoire contemporain.

## Création
La pièce fut créée Salle Gaveau à Paris le 26 mars 1945 par Yvonne Loriod, pianiste à laquelle l'œuvre est dédiée. Elle dure près de deux heures et se compose de vingt pièces.

## L'œuvre
Note de l'auteur : « Contemplation de l'Enfant-Dieu de la crèche et regards qui se posent sur Lui : depuis le Regard indicible de Dieu le Père jusqu'au Regard multiple de l'Église d'amour, en passant par le Regard inouï de l'Esprit de joie, par le Regard si tendre de la Vierge, puis des Anges, des Mages et des créatures immatérielles ou symboliques (le Temps, les Hauteurs, le Silence, l'Étoile, la Croix). 
L'Étoile et la Croix ont le même thème parce que l'une ouvre et l'autre ferme la période terrestre de Jésus. Le thème de Dieu se retrouve évidemment dans les "Regards du Père", "du Fils" et de "l'Esprit de joie", dans "par Lui tout a été fait", dans "le baiser de l'Enfant-Jésus" ; il est présent dans la "première communion de la Vierge" (elle portait Jésus en elle), il est magnifié dans "l'Église d'amour" qui est le corps du Christ. Sans parler des chants d'oiseaux, carillons, spirales, stalactites, galaxies, photons, et des textes de Dom Columba Marmion, Saint Thomas, Saint Jean de la Croix, Sainte Thérèse de Lisieux, des Évangiles et du Missel qui m'ont influencé. Un thème d'accords circule d'une pièce à l'autre, fractionné ou concentré en arc-en ciel ; voir aussi canons rythmiques, polytonalités, rythmes non-rétrogradables amplifiés dans les deux sens, valeurs progressivement accélérées ou ralenties, agrandissements asymétriques, changement de registre, etc. - L'écriture du piano est très recherchée : arpèges inverses, résonances, traits divers. - Dom Columba Marmion ("le Christ dans ses mystères") et après lui Maurice Toesca ("les Douze Regards") ont parlé des regards des bergers, des anges, de la Vierge, du Père céleste ; j'ai repris la même idée en la traitant de façon un peu différente et en ajoutant seize nouveaux regards. Plus que dans toutes mes précédentes œuvres, j'ai cherché ici un langage d'amour mystique, à la fois varié, puissant, et tendre, parfois brutal, aux ordonnances multicolores. »

## Titres des regards
1. Regard du Père
2. Regard de l'étoile
3. L'échange
4. Regard de la Vierge
5. Regard du Fils sur le Fils
6. Par Lui tout a été fait
7. Regard de la Croix
8. Regard des hauteurs
9. Regard du temps
10. Regard de l'Esprit de joie
11. Première communion de la Vierge
12. La parole toute puissante
13. Noël
14. Regard des Anges
15. Le baiser de l'Enfant-Jésus
16. Regard des prophètes, des bergers et des Mages
17. Regard du silence
18. Regard de l'Onction terrible
19. Je dors, mais mon cœur veille
20. Regard de l'Église d'amour

## Thèmes

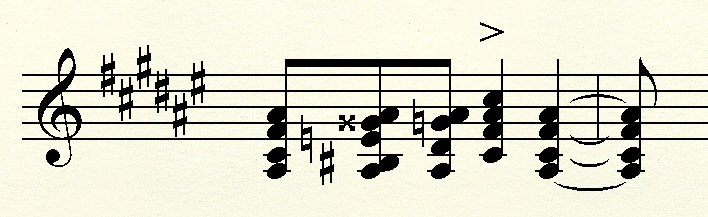
Thème de Dieu

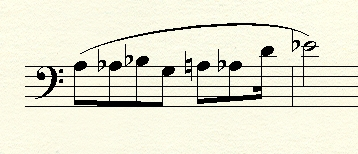
Thème de l'étoile et de la croix

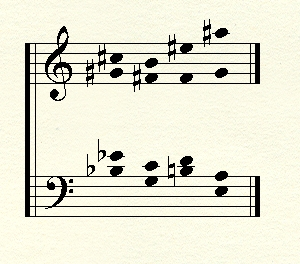
Thème d'accords

Messiaen fait un usage important de thèmes récurrents, parmi lesquels :
- Thème de Dieu, qui se trouve dans les trois pièces dédiées aux trois Personnes de la Sainte Trinité (N°1 Regard du Père ; N°5 Regard du Fils sur le Fils ; N°10 Regard de l'Esprit de joie). Il se trouve encore dans Par Lui tout a été fait (N°6), Première communion de la Vierge (N°11) et dans  Le Baiser de l'Enfant Jésus (N°15) ; il est magnifié dans Regard de l'Église d'amour (N°20)
- Thème de l'étoile et de la croix
- Thème de l'amour mystique, qui revient dans Par lui tout a été fait (N°6) ; Je dors, mais mon cœur veille (N°19) et Regard de l'église d'amour (N°20)
- Thème d'accords, qui se trouve tout au long de l'œuvre, fractionné, concentré, auréolé de résonances, combiné avec lui-même, changé de rythme et de registre, transformé, transmuté de toutes sortes de façons : c'est un complexe de sons destiné à de perpétuelles variations, préexistant dans l'abstrait comme une série, mais bien concret et très aisément reconnaissable par ses couleurs : « un gris bleu d'acier traversé de rouge et d'orangé vif, un violet mauve taché de brun cuir et cerclé de pourpre violacé » selon Messiaen.
- Thème de danse orientale et plain chantesque (dans Regard de l'Esprit de joie)
- Thème de joie

## Enregistrements
- Yvonne Loriod - Apex/Warner (2564699865)
- Yvonne Loriod - Adès 1987
- Yvonne Loriod -  LP Vega (C30A60) 1956 / CD Vega-Decca Records 2019.
- Yvonne Loriod - Warner Classics (2564621622) 2007
- Yvonne Loriod - Erato 1993
- Michel Béroff - Emi Classics 1987 (CMS 7691612)
- Pierre-Laurent Aimard - Teldec (2564660448)
- Roger Muraro - Accord (CD4653342) 1999 / 2016 CD 4812567 Decca Records.
- Roger Muraro - Accord (DVD4767190) 2005 / 2016 DVD 0762946 Decca Records.
- John Ogdon - Decca (4303432)
- Peter Hill - Regis Records (RRC 2055)
- Thomas Rajna - Saga Psyche (PSY 30010)
- Hakon Austbo - Naxos (8550829-30)
- Eugeniusz Knapik - Dux (DUX0848-49)
- Steven Osborne - Hyperion Records (CDA67351/2)
- Peter Serkin - RCA Records (RCA 82876 623162)
- Momo Kodama - Triton 2006 (OVCT00031)
- Louise Bessette - ATMA Classique (ACD 2 2219/20)
- Martin Zehn - Arte Nova Classics 2005 (ANO 85920)
- Markus Belheim - Neos Contemporary (NEOS10907)
- Zou Xiang - China Record Corporation (CCD-2865)
- Jun Kanno - ALM Records (ALCD-7161/7162)
- Alice Ader - Adda (581061/2)
- Carl-Axel Dominique - LCM (LCM C-204)
- Michael Kieran Harvey - ABC Classics (462 767-2)
- Paul Kim (Centaur Records CRC 2627/2628)
- Malcolm Troup - Altarus Records (AIR-2-9099(3))
- Aleksandra Juozapėnaitė-Eesmaa - Melodiya (С10 29945 001)
- Anton Batagov - Melodiya (SUCD 10-00040/10-00041/10-00042)
- Jaana Karkkainen - Alba (ABCD226)
- Jocy de Oliveira - Naxos (970115-16)
- Jacqueline Chew - Audio & Video Labs, Inc
- Melisande Chauveau - Forlane (UCD16709/10)
- Masaaki Yasuda - Nippon Acoustic Records (NARC-2010/2011)
- Chen Pi-Hsien - Aldilà Records (ARCD 015)
- Joanna MacGregor - Warner Classics (2564683932)
- Jean-Luc Ayroles - Calliope Indésens 2016 (CAL1633)
- Jean-Rodolphe Kars - piano classics (enregistrement publié en 2017 d'un récital donné en 1976) (PCL 10134)
- Martin Helmchen - Alpha 2019 (enregistré en 2014)
- Alfonso Gómez - Kairos (0015081KAI)
- Prodromos Symeonidis - Telos (TLS 255)
- Anca Elena sur le site Pianists Corner (Projet en cours)
- Bertrand Chamayou - Erato 2022 (9029 61966-6)
- Kristoffer Hyldig - OUR Recordings (6.220677-78)
- Morten Heide - Gateway Music
- Ciro Longobardi - Piano Classics (PCL10246)